# Фантоматика
Фантома́тика (пол. Fantomatyka — от «фантом») — термин, введённый Станиславом Лемом в начале 1960-х гг. (в книге «Сумма технологии») для обозначения технологии, предназначенной для подмены ощущений, данных действительностью, на произвольные. Таким образом, для индивидуума создаётся новая реальность, находясь в которой они не могут отличить её от действительности с помощью своих чувств. Автор также подробно описал фантомизацию ощущений членов общества в сатирическом романе «Футурологический конгресс» (1971). Лем разрабатывал тему фантоматики в своих эссе: «Фантоматика» (1993), «Фантоматика II» (1994), «Проблемы с фантоматикой» (1997), «Автомобильная фантоматика» (2005).
Фантоматика делится на две основные категории:
- Периферическая фантоматика — подмена сигналов, идущих по нервным окончаниям к ЦНС; ввиду сложности реализации пока что используется только «обращённый вариант», например, в протезах.
- Центральная фантоматика — подмена сигналов, поступающих непосредственно в головной мозг; эта идея нашла отражение в научной фантастике  (например, «Геном» С. Лукьяненко, фильм «Матрица»).

По-видимому, предтечей фантоматики является существующая сегодня виртуальная реальность.